# Sonja Barjaktarović
Sonja Barjaktarović (Berane, 11. rujna 1986.), umirovljena crnogorska rukometašica koja je igrala na poziciji vratarke. Visoka je 180 cm. Prije Rostov-Dona igrala je za Berane (2002. – 2005.) i za ŽRK Budućnost (2005. – 2012.). Karijeru je završila 2017. godine u mađarskoj Albi. Nakon završetka karijere diplomirala je poslovnu ekonomiju 2018. godine i od tada se bavi privatnim biznisom. Osim toga, radi kao jedan od trenera mlađih kategorija podgoričke Budućnosti. 

## Športski uspjesi
- olimpijsko srebro (London 2012.)
- Europsko prvenstvo (Srbija 2012.)
- Liga prvaka: 2011./12.
- Kup pobjednika kupova: 2005./2006., 2009./2010.
- Regionalna liga: 2009./2010., 2010./2011., 2011./12.
- crnogorsko prvenstvo: 2006./2007., 2007./2008., 2008./2009., 2009./2010., 2010./11., 2011./12.
- crnogorski kup: 2006./2007., 2007./2008., 2008./2009., 2009./2010., 2010./11., 2011./12.

## Vanjske poveznice
- Profil  Arhivirana inačica izvorne stranice od 7. listopada 2012. (Wayback Machine)